# Nebelhorn Trophy de 2001
Nebelhorn Trophy de 2001 foi a trigésima terceira edição do Nebelhorn Trophy, um evento anual de patinação artística no gelo organizado pela União Alemã de Patinação no Gelo (em alemão:  Deutsche Eislauf-Union). A competição foi disputada entre os dias 4 de setembro e 7 de setembro, na cidade de Oberstdorf, Alemanha.

## Eventos
- Individual masculino
- Individual feminino
- Duplas
- Dança no gelo

## Medalhistas
| Evento                        | Ouro                                          | Prata                                              | Bronze                                       |
| Individual masculino detalhes | Sergei Davydov · Bielorrússia                 | Jeffrey Buttle · Canadá                            | Margus Hernits · Estônia                     |
| Individual feminino detalhes  | Ludmila Nelidina · Rússia                     | Ann Patrice McDonough · Estados Unidos             | Kristina Oblasova · Rússia                   |
| Duplas detalhes               | Jacinthe Larivière · Lenny Faustino · Canadá  | Valerie Saurette · Jean-Sébastien Fecteau · Canadá | Laura Handy · Jonathon Hunt · Estados Unidos |
| Dança no gelo detalhes        | Sylwia Nowak · Sebastian Kolasiński · Polônia | Federica Faiella · Massimo Scali · Itália          | Anastasia Belova · Ilia Isaev · Rússia       |

## Resultados

### Individual masculino
| Pos.              | Nome                | Nacionalidade    | Pontos | PC | PL |
| ----------------- | ------------------- | ---------------- | ------ | -- | -- |
| Medalha de ouro   | Sergei Davydov      | Bielorrússia     | 1.5    | 1  | 1  |
| Medalha de prata  | Jeffrey Buttle      | Canadá           | 3.5    | 3  | 2  |
| Medalha de bronze | Margus Hernits      | Estônia          | 4.0    | 2  | 3  |
| 4                 | Alexei Vasilevsky   | Rússia           | 7.0    | 6  | 4  |
| 5                 | Derrick Delmore     | Estados Unidos   | 7.5    | 5  | 5  |
| 6                 | Matthew Davies      | Reino Unido      | 9.0    | 4  | 7  |
| 7                 | Silvio Smalun       | Alemanha         | 10.0   | 8  | 6  |
| 8                 | Vakhtang Murvanidze | Geórgia          | 12.5   | 9  | 8  |
| 9                 | Ryan Jahnke         | Estados Unidos   | 12.5   | 7  | 9  |
| 10                | Lukáš Rakowski      | República Tcheca | 15.0   | 10 | 10 |
| 11                | Alexei Kozlov       | Estônia          | 16.5   | 11 | 11 |
| 12                | Sean Wirtz          | Canadá           | 18.0   | 12 | 12 |
| 13                | Gregor Urbas        | Eslovênia        | 20.0   | 14 | 13 |
| 14                | Angelo Dolfini      | Itália           | 21.5   | 15 | 14 |
| 15                | Tomáš Verner        | República Tcheca | 23.5   | 13 | 17 |
| 16                | Ulf Wilhelm Bökeler | Alemanha         | 24.5   | 19 | 15 |
| 17                | Bartosz Domański    | Polônia          | 26.0   | 20 | 16 |
| 18                | Kyu-Hyun Lee        | Coreia do Sul    | 26.0   | 16 | 18 |
| 19                | Andrej Primak       | Alemanha         | 28.0   | 18 | 19 |
| 20                | Michael Ganser      | Alemanha         | 28.5   | 17 | 20 |
| 21                | Mauricio Medellin   | México           | 31.5   | 21 | 21 |

### Individual feminino
| Pos.              | Nome                   | Nacionalidade       | Pontos | PC | PL |
| ----------------- | ---------------------- | ------------------- | ------ | -- | -- |
| Medalha de ouro   | Ludmila Nelidina       | Rússia              | 2.5    | 3  | 1  |
| Medalha de prata  | Ann Patrice McDonough  | Estados Unidos      | 2.5    | 1  | 2  |
| Medalha de bronze | Kristina Oblasova      | Rússia              | 4.0    | 2  | 3  |
| 4                 | Susanne Stadlmüller    | Alemanha            | 6.0    | 4  | 4  |
| 5                 | Galina Maniachenko     | Ucrânia             | 8.5    | 5  | 6  |
| 6                 | Mikkeline Kierkgaard   | Dinamarca           | 9.5    | 9  | 5  |
| 7                 | Alisa Drei             | Finlândia           | 11.0   | 6  | 8  |
| 8                 | Sara Wheat             | Estados Unidos      | 13.0   | 12 | 7  |
| 9                 | Michelle Currie        | Canadá              | 14.0   | 10 | 9  |
| 10                | Julia Soldatova        | Bielorrússia        | 15.5   | 11 | 10 |
| 11                | Nicole Watt            | Canadá              | 18.5   | 15 | 11 |
| 12                | Sabina Wojtala         | Polônia             | 18.5   | 7  | 15 |
| 13                | Lucie Krausová         | República Tcheca    | 19.5   | 13 | 13 |
| 14                | Zuzana Babiaková       | Eslováquia          | 20.0   | 16 | 12 |
| 15                | Susanna Pöykiö         | Finlândia           | 20.0   | 8  | 16 |
| 16                | Sarah Waldmann         | Alemanha            | 21.0   | 14 | 14 |
| 17                | Lenka Seniglova        | República Tcheca    | 26.0   | 18 | 17 |
| 18                | Martine Adank          | Suíça               | 27.5   | 19 | 18 |
| 19                | Shirene Human          | África do Sul       | 27.5   | 17 | 19 |
| 20                | Cornelia Rast          | Suíça               | 31.5   | 23 | 20 |
| 21                | Kaja Hanevold          | Noruega             | 31.5   | 21 | 21 |
| 22                | Olga Vassiljeva        | Estônia             | 34.0   | 24 | 22 |
| 23                | Jekaterina Golovatenko | Estônia             | 34.0   | 22 | 23 |
| 24                | Silvia Koncokova       | Eslováquia          | 34.0   | 20 | 24 |
| 25                | Alenka Zidar           | Eslovênia           | 38.0   | 26 | 25 |
| 26                | Melania Albea          | Espanha             | 38.5   | 25 | 26 |
| 27                | Ksenia Jastsenjski     | Sérvia e Montenegro | 40.5   | 27 | 27 |
| 28                | Ingrid Roth            | México              | 42.0   | 28 | 28 |

### Duplas
| Pos.              | Nome                                      | Nacionalidade  | Pontos | PC | PL |
| ----------------- | ----------------------------------------- | -------------- | ------ | -- | -- |
| Medalha de ouro   | Jacinthe Larivière / Lenny Faustino       | Canadá         | 1.5    | 1  | 1  |
| Medalha de prata  | Valerie Saurette / Jean-Sébastien Fecteau | Canadá         | 3.0    | 2  | 2  |
| Medalha de bronze | Laura Handy / Jonathon Hunt               | Estados Unidos | 4.5    | 3  | 3  |
| 4                 | Molly Quigley / Bert Cording              | Estados Unidos | 7.5    | 7  | 4  |
| 5                 | Tatiana Chuvaeva / Dmitri Palamarchuk     | Ucrânia        | 7.5    | 5  | 5  |
| 6                 | Viktoria Shklover / Valdis Mintals        | Estônia        | 8.0    | 4  | 6  |
| 7                 | Victoria Maxiuta / Vitaly Dubina          | Ucrânia        | 10.0   | 6  | 7  |
| 8                 | Jelena Sirokhvatova / Jurijs Salmanovs    | Letônia        | 12.0   | 8  | 8  |

### Dança no gelo
| Pos.              | Nome                                     | Nacionalidade    | Pontos | DC | DO | DL |
| ----------------- | ---------------------------------------- | ---------------- | ------ | -- | -- | -- |
| Medalha de ouro   | Sylwia Nowak / Sebastian Kolasiński      | Polônia          | 2.0    | 1  | 1  | 1  |
| Medalha de prata  | Federica Faiella / Massimo Scali         | Itália           | 4.0    | 2  | 2  | 2  |
| Medalha de bronze | Anastasia Belova / Illia Isaev           | Rússia           | 6.0    | 3  | 3  | 3  |
| 4                 | Kristin Fraser / Igor Lukanin            | Azerbaijão       | 8.0    | 4  | 4  | 4  |
| 5                 | Alla Beknazarova / Yuri Kocherzhenko     | Ucrânia          | 10.0   | 5  | 5  | 5  |
| 6                 | Jill Vernekohl / Dmitri Kurakin          | Alemanha         | 13.0   | 6  | 6  | 7  |
| 7                 | Ekaterina Gvozdkova / Timur Alaskhanov   | Rússia           | 14.8   | 10 | 8  | 6  |
| 8                 | Veronika Morávková / Jiří Procházka      | República Tcheca | 15.0   | 7  | 7  | 8  |
| 9                 | Tara Doherty / Tyler Myles               | Canadá           | 18.6   | 9  | 10 | 9  |
| 10                | Charlotte Clements / Phillip Poole       | Reino Unido      | 18.6   | 8  | 9  | 10 |
| 11                | Sheri Moir / Danny Moir                  | Canadá           | 22.4   | 12 | 11 | 11 |
| 12                | Phillipa Towler-Green / Robert Burgerman | Reino Unido      | 23.6   | 11 | 12 | 12 |
| 13                | Agnieszka Dulej / Sławomir Janicki       | Polônia          | 27.0   | 14 | 14 | 13 |
| 14                | Anna Mosenkova / Sergei Sychov           | Estônia          | 27.0   | 13 | 13 | 14 |
| WD                | Alissa De Carbonnel / Alexander Malkov   | Bielorrússia     | —      | WD |    |    |

## Quadro de medalhas
| Ordem | País           | Medalha de ouro | Medalha de prata | Medalha de bronze |    | Ordem por total |
| ----- | -------------- | --------------- | ---------------- | ----------------- | -- | --------------- |
| 1     | Canadá         | 1               | 2                |                   | 3  | 1               |
| 2     | Rússia         | 1               |                  | 2                 | 3  | 1               |
| 3     | Bielorrússia   | 1               |                  |                   | 1  | 4               |
| 3     | Polônia        | 1               |                  |                   | 1  | 4               |
| 5     | Estados Unidos |                 | 1                | 1                 | 2  | 3               |
| 6     | Itália         |                 | 1                |                   | 1  | 4               |
| 7     | Estônia        |                 |                  | 1                 | 1  | 4               |
| TOTAL | TOTAL          | 4               | 4                | 4                 | 12 | —               |